# 香椎宮前駅
香椎宮前駅（かしいみやまええき）は、福岡県福岡市東区千早五丁目にある西日本鉄道（西鉄）貝塚線の駅。駅番号はNK04。

## 歴史
- 1959年（昭和34年）3月1日：開業。

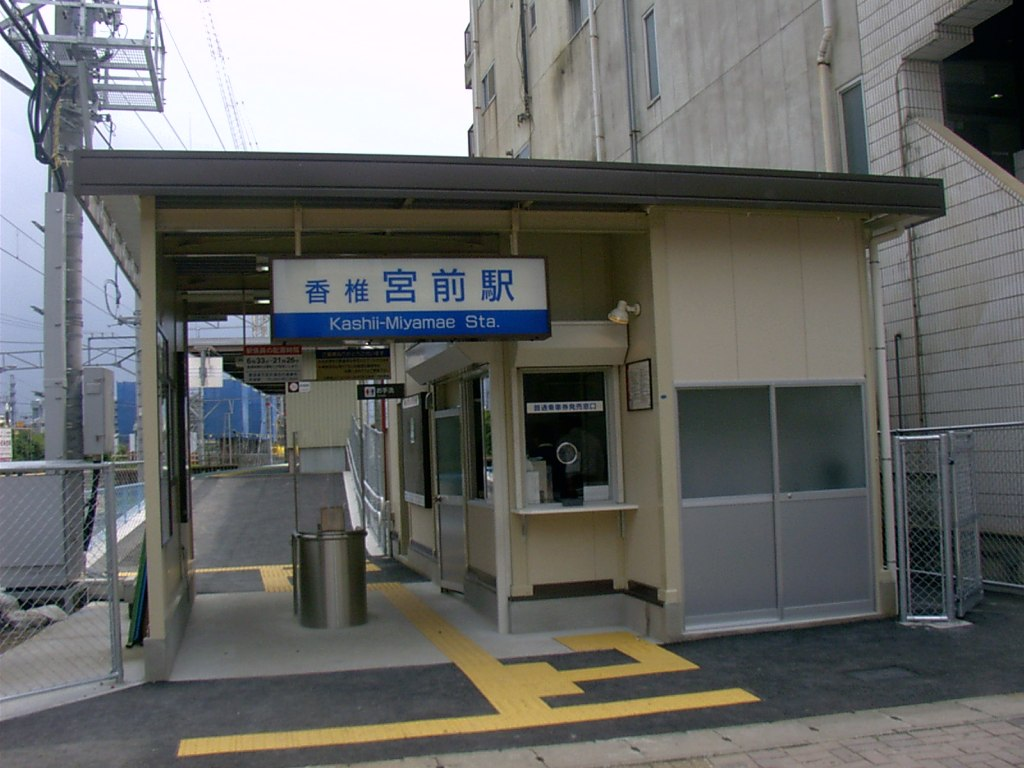
仮駅時代の香椎宮前駅舎（2004年8月）

- 2006年（平成18年）5月14日：宮地岳線連続立体交差事業により高架駅へ切り替え[1]。
- 2017年（平成29年）2月1日：駅ナンバリングを導入[2]。

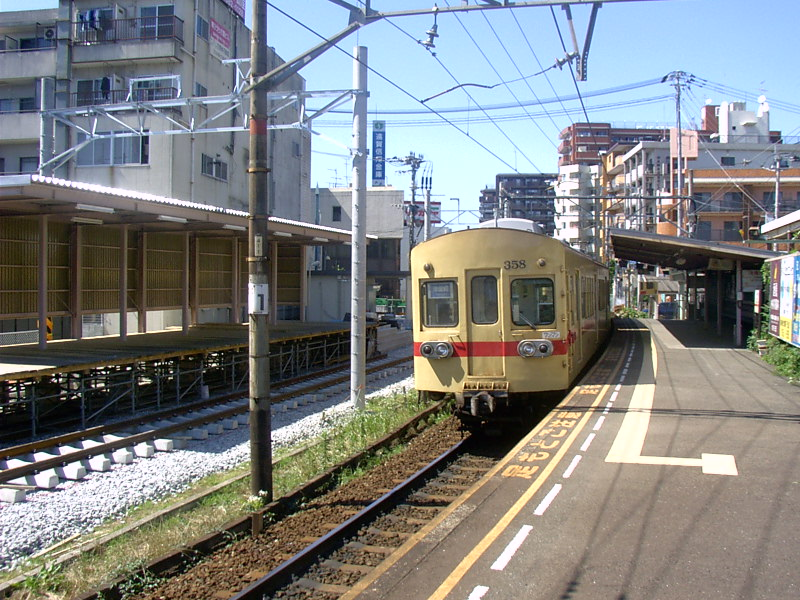
地上駅時代の香椎宮前駅に停車中の358-308．左側に高架工事に伴う工事中の仮線が見える。

## 駅構造
単式ホーム1面1線を有する高架駅。ホームの有効長は3両分である。エスカレーターならびにエレベーターの設置がある。

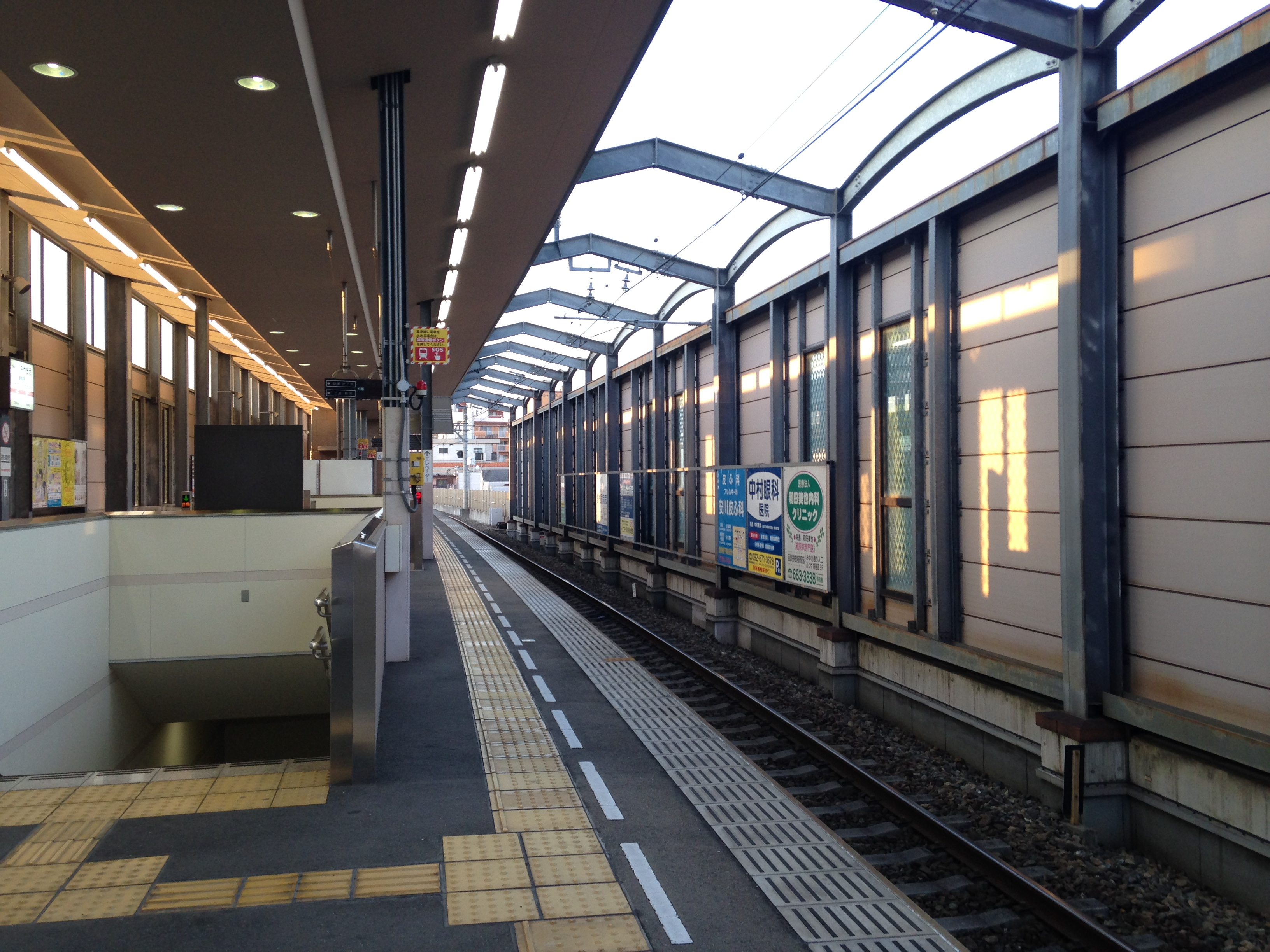
ホーム（2016年7月）

## 利用状況
2024年度の1日平均乗降人員は2,439人である。
各年度の1日平均乗車および乗降人員は下表のとおり。
| 年度   | 1日平均 乗車人員 | 1日平均 乗降人員 |
| ------ | ---------------- | ---------------- |
| 1996年 | 2,370            | 4,608            |
| 1997年 | 2,151            | 4,214            |
| 1998年 | 2,019            | 3,926            |
| 1999年 | 1,844            | 3,680            |
| 2000年 | 1,737            | 3,438            |
| 2001年 | 1,641            | 3,255            |
| 2002年 | 1,559            | 3,129            |
| 2003年 | 1,355            | 2,716            |
| 2004年 | 1,156            | 2,315            |
| 2005年 | 1,074            | 2,151            |
| 2006年 | 1,197            | 2,392            |
| 2007年 | 1,156            | 2,308            |
| 2008年 | 1,205            | 2,412            |
| 2009年 | 1,219            | 2,436            |
| 2010年 | 1,222            | 2,442            |
| 2011年 | 1,180            | 2,362            |
| 2012年 | 1,121            | 2,242            |
| 2013年 | 1,142            | 2,286            |
| 2014年 | 1,156            | 2,315            |
| 2015年 | 1,167            | 2,327            |
| 2016年 | 1,167            | 2,338            |
| 2017年 | 1,208            | 2,418            |
| 2018年 | 1,200            | 2,398            |
| 2019年 | 1,219            | 2,436            |
| 2020年 |                  | 1,974            |
| 2021年 |                  | 2,036            |
| 2022年 |                  | 2,181            |
| 2023年 |                  | 2,254            |
| 2024年 |                  | 2,439            |

## 駅周辺
駅周辺は香椎副都心土地区画整理事業及び香椎駅周辺土地区画整理事業の再開発が行われている。また、すぐ東側をJR鹿児島本線の線路が通るものの駅は設置されていない。
- 香椎宮: 駅から北東方向に100mほど離れた場所に香椎宮の鳥居が存在する。なお、鳥居から香椎宮本殿までは古来からの参道であり徒歩でのアクセスも可能であるが、香椎宮本殿の最寄駅はJR香椎神宮駅である。
- 国道3号
- 香椎税務署
- ハローワーク福岡東
- ハローデイハローパーク千早店
- イオンモール香椎浜
- 香椎フェスティバルガーデン
- ふくや香椎店

## その他
- 記念スタンプが設置されている。
- 地元では「宮前駅」と呼ばれることも多い。車内放送おいても「香椎宮前、宮前」と案内される。
- 高架化される以前の香椎宮前駅は現在地より100mほど北に位置し、駅舎は香椎参道に面していた。

## 隣の駅
西日本鉄道
■ 貝塚線
西鉄千早駅（NK03） - 香椎宮前駅（NK04） - 西鉄香椎駅（NK05）